# Crónica de Erik

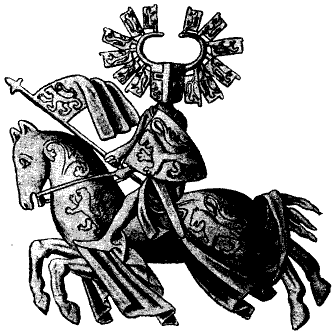
Erik Magnusson, héroe de la crónica.

La Crónica de Erik (sueco: Erikskrönikan) es la crónica sueca más antigua que ha llegado hasta la actualidad. Fue escrita por un autor desconocido (o, menos probablemente, varios) entre los años 1320 y 1335.
La crónica es la más antigua en rima sobre acontecimientos políticos, además de una de las primeras y más importantes fuentes narrativas de Suecia. Su autoría, precisión y prejuicios son debatidos, pero está claro que el protagonista de la crónica y héroe es Erik, duque de Södermanland, hermano del rey Birger.
La crónica está escrito en knittelvers, una forma de coplas, y en su versión más antigua tenía 4.543 líneas. Comienza en 1229, con el reinado de Erico XI (m. en 1250), pero se centra en el período de 1250-1319, terminando cuando Magnus II sube a los 4 años al trono. Sobrevivieron seis manuscritos del siglo XV y otros catorce de los siglos XVI y XVII.

## Ejemplo
| \| Dödhin han er ekke söther thz rönte herra jwan en höwelik riddare ok wäl dan han war ther skutin i häll thz edde hertoganom ekke wäl En riddare heyt gudzsär han fik ther ok slikt sama wärk han hörde konung birge till mannen dör tho han ey will Ther miste han sith liiff fult gaff han fore thera kiiff \| La muerte no es dulce: El señor Iván la probó, un caballero cortés, excelente: una flecha lo traspasó y murió. El duque no estaba feliz por eso. A un caballero cuyo nombre era Gudsärk, lo mismo le pasó, era uno de los hombres del rey Birger. Los hombres mueren incluso sin desearlo: él perdió la vida, él pagó por su guerra.[1] \| | |
| Dödhin han er ekke söther thz rönte herra jwan en höwelik riddare ok wäl dan han war ther skutin i häll thz edde hertoganom ekke wäl En riddare heyt gudzsär han fik ther ok slikt sama wärk han hörde konung birge till mannen dör tho han ey will Ther miste han sith liiff fult gaff han fore thera kiiff | La muerte no es dulce: El señor Iván la probó, un caballero cortés, excelente: una flecha lo traspasó y murió. El duque no estaba feliz por eso. A un caballero cuyo nombre era Gudsärk, lo mismo le pasó, era uno de los hombres del rey Birger. Los hombres mueren incluso sin desearlo: él perdió la vida, él pagó por su guerra. |